# Sadek Ben Denden
Sadek Ben Denden, né en 1869 dans la région d'Annaba (Bône) et mort en décembre 1914 à Alger, est un homme politique au sein du mouvement des Jeunes-Algériens aux côtés de l'Emir Khaled. 
Il était également imprimeur, publiciste et directeur de presse.

## Biographie
Sadek Ben Denden est né en 1869 dans la région d'Annaba (Bône), descendant de la famille du marabout Sidi Denden.
En 1909, Sadek Denden crée à Annaba le journal L'Islam, « organe hebdomadaire démocratique », rédigé en français, avec un gérant citoyen français pour bénéficier des libertés de la loi française. Cet hebdomadaire, de tendance modérée assimilationniste et contre le code de l'indigénat, devient le journal le plus influent du mouvement Jeunes Algériens. À partir du no 100, en 1912, le journal déménage à Alger et il disparaît en décembre 1914 (no 206). 
Un supplément en arabe a été publié du 26 juillet 1912 au 4 octobre 1912 (26 numéros). En 1919, son journal fusionne avec l'hebdomadaire Rachidi. Organe des intérêts indigènes de Hamou Hadjammar, pour créer L'Ikdam.